# 沈亞之
沈亚之（781年—832年），字下贤，吴兴（今浙江湖州）人。
約生於德宗建中二年（782年）。家貧無以自給，工诗善文，曾前往长安，投靠韩愈門下，又與李贺结交，又和张祜、徐凝等人有往來。元和七年，科舉不中，返回吴江。元和十年（815年）進士及第。泾原节度使李彙聘掌書記，同年七月，李彙遽卒，亞之罷職歸里。後任秘書省正字。長慶初，調補樑陽縣尉。長慶四年，為福建團練副使，專事福建观察使徐晦。歷官殿中侍御史等职。大和三年（829年），柏耆擔任德州宣慰使之時，聘亚之为判官，柏耆因擅杀叛将李同捷獲罪被免官，亚之亦被貶南康尉，終官郢州掾。沈亞之撰有唐傳奇，今存者計有《秦夢記》、《異夢錄》、《湘中怨解》、《馮燕傳》等。有《沈下賢集》十二卷。
妻姚氏。妾卢金兰。